# Parastasia mitsumata
Parastasia mitsumata är en skalbaggsart som beskrevs av Yuiti Wada 2007. Parastasia mitsumata ingår i släktet Parastasia och familjen Rutelidae. Inga underarter finns listade i Catalogue of Life.